# Алгоритм Кируса — Бека
Алгоритм Кируса — Бека (англ. Cyrus — Beck) — алгоритм отсечения отрезков произвольным выпуклым многоугольником.
Был предложен в качестве более эффективной замены алгоритма Коэна — Сазерленда, который выполняет отсечение за несколько итераций.

## Описание алгоритма
Отсекаемые отрезки представляются в параметрическом виде:
{\displaystyle p(t)=p_{0}+t(p_{1}-p_{0}),t\in [0,1]}
где
p0, p1 — координаты начала и конца отрезка соответственно,
t — параметр.
Каждый отсекаемый отрезок содержит координаты начала и конца, а также два параметра tA и tB, соответствующие началу и концу отрезка.

Для каждого отсекаемого отрезка P выполняются следующие действия:
- Рёбра отсекающего многоугольника обходятся против часовой стрелки. Для каждого ребра E вычисляется параметр tE, описывающий пересечение E с прямой, на которой лежит отрезок P. Вычисляется скалярное произведение вектора P и внутренней нормали N ребра E, в зависимости от знака которого возникает одна из следующих ситуаций:
  - P · N < 0 — отрезок P направлен с внутренней на внешнюю сторону ребра E. В этом случае параметр tA заменяется на tE, если tE > tA.
  - P · N > 0 — отрезок P направлен с внешней на внутреннюю сторону ребра E. В этом случае параметр tB заменяется на tE, если tE < tB.
  - P · N = 0 — отрезок P параллелен ребру E. Отрезок P отбрасывается как невидимый, если находится по правую сторону от E.
- Если tA {\displaystyle \leq } tB, то заданная параметрами tA и tB часть отрезка P видима. В противном случае отрезок P полностью невидим.